# Hattoriella subcrispa
Hattoriella subcrispa là một loài rêu tản trong họ Jungermanniaceae. Loài này được (Herzog) Bakalin, Vadim A. mô tả khoa học lần đầu tiên năm 2003.